# جزيرة مينكاو
جزيرة مينكاو وهي جزيرة صغيرة من جزر إندونيسيا، في المحيط الهندي وتتبع جزيرة سيمولو، وتقع في إقليم آتشيه.